# Cà cưỡng
Sáo sậu, sáo cổ đen, cà cưỡng, cưỡng, cà cưởng hay cà cượng (Gracupica nigricollis) là một loài chim trong họ Sáo.
Bộ lông của cà cưỡng là màu đen và trắng, với một lông cổ màu đen. Loài này được tìm thấy ở miền nam Trung Quốc và phần lớn lục địa Đông Nam Á, và đã được giới thiệu đến Đài Loan, Malaysia và Singapore. Môi trường sống của nó bao gồm đồng cỏ, rừng khô và các khu định cư của con người. Liên minh Bảo tồn Thiên nhiên Quốc tế (IUCN) đã đánh giá nó là loài ít quan tâm.

## Phân loại
Loài này được mô tả là Gracula nigricollis bởi Gustaf von Paykull năm 1807. Trước đó được đặt trong chi Sturnus, loài này là pied myna (Gracupica contra) được tách từ chi Gracupica khi Sturnus được chia tách, sau khi nghiên cứu phát sinh loài năm 2008. Trong quá khứ cà cưỡng cũng đã được đặt trong Sturnopastor, Acridotheres và Graculipica.

## Phân bố và môi trường sống
Loài này được tìm thấy ở miền nam Trung Quốc từ Phúc Kiến đến Vân Nam, và phía nam đến Miến Điện, Lào, Campuchia, Việt Nam và Thái Lan.. Một cá thể được ghi lại ở Brunei có thể là cá thể nuôi nhốt hoặc một loài lang thang. Cà cưỡng đã được du nhập vào Đài Loan, Malaysia và Singapore. Cà cưỡng sinh sống ở đồng cỏ, rừng khô, khu vực canh tác và khu định cư của con người, hầu hết xảy ra ở độ cao thấp, nhưng cũng lên đến 2.000 m (6.600 ft).

## Cách nuôi, thức ăn, và đặc tính
Về cơ bản việc chăm sóc và nuôi dưỡng chim cưỡng không mất quá nhiều thời gian. Loài chim này rất dễ nuôi và nghe lời nếu bạn chuyên tâm chăm sóc chúng trong thời gian đầu mới đưa về
Con cưỡng ăn gì
Trong môi trường thiên nhiên thì món ăn khoái khẩu nhất của chim cưỡng chính là các loại côn trùng như cào cào, châu chấu, giun, dế, bọ ngựa, trùn đất…
Ngoài ra chúng cũng có thể ăn các loại lương thực như lúa, cơm trắng, các loại hoa quả chín...
Cà cưỡng thích đậu và kiếm ăn ở những nơi có nhiều cây cối, đồng cỏ, các ruộng lúa, ngô cũng như các khu vực canh tác của bà con nông dân
Còn trong điều kiện nuôi nhốt thì bạn nên chuẩn bị một chế độ ăn khoa học cho chúng như 1 tuần nên có 4-5 bữa ăn châu chấu, bọ ngựa, kết hợp với 2 bữa ăn chuối, hạt cùng các loại hoa quả khác…
Lồng chim
Với hình dáng khổng lồ của chim cưỡng thì lồng nuôi cũng phải tương xứng. Bạn nên chọn mua những chiếc lồng bằng gỗ, to chắc, các thanh nan được xếp lại chắc chắn với nhau. Làm điểm tựa để chim cưỡng có thể dễ dàng bay nhảy thoải mái trong lồng
Tránh sử dụng các lồng chật hẹp sẽ khiến chim cưỡng gặp khó khăn trong quá trình vận động và di chuyển. Lâu ngày chúng sẽ không muốn bay nhảy nữa chỉ thích đứng lù rù trong lồng. Điều này vô tình sẽ khiến chân chim bị teo nhỏ lại cũng như mắc các bệnh về xương khớp
Trong lồng cũng không nên đặt các đồ vật sắc nhọt có thể gây sát thương cho chim. Các nhanh cây trong lồng nên được gia cố chắc chắn để chim có thể dễ dàng chạy nhảy
Đặc tính
Cà cưỡng có đặc tính bắt chước người nói chuyện hay bắt chước các âm thanh mà nó hay nghe. Cà cưỡng cũng được nhiều người nuôi và dạy nói. Với đặc tính này thì cà cưỡng được yêu thích nhiều hơn
Cà cưỡng rất nhanh quen với chủ của mình và có thể thả rong. Nên khi nuôi chúng sẽ rất ít khả năng chúng bay đi mất...

## Cách phân biệt trống mái
Để phân biệt chim trống mái ở chim trưởng thành, bạn có thể dựa vào lớp da vàng ở mắt và lông trắng ở cánh: chim trống có lớp da vàng ở mắt kéo dài và to hơn chim mái còn có nhiều sợi lông trắng ở cánh, trong khi chim mái chỗ lông này có màu xám đen nhiều hơn

## Hình ảnh

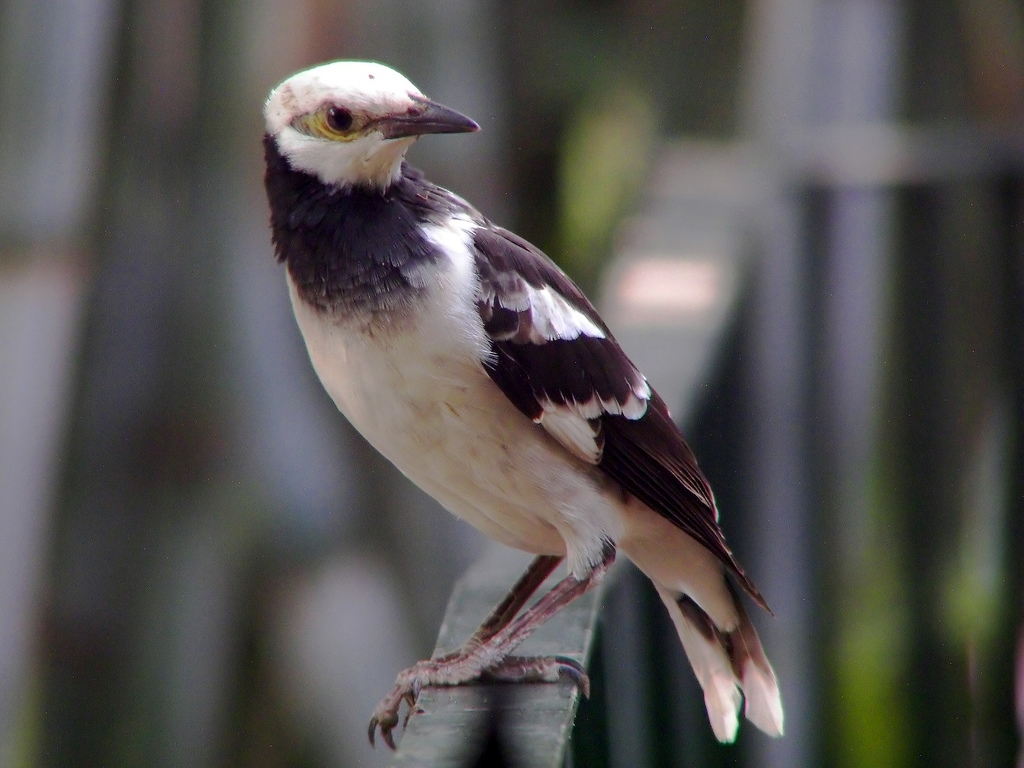
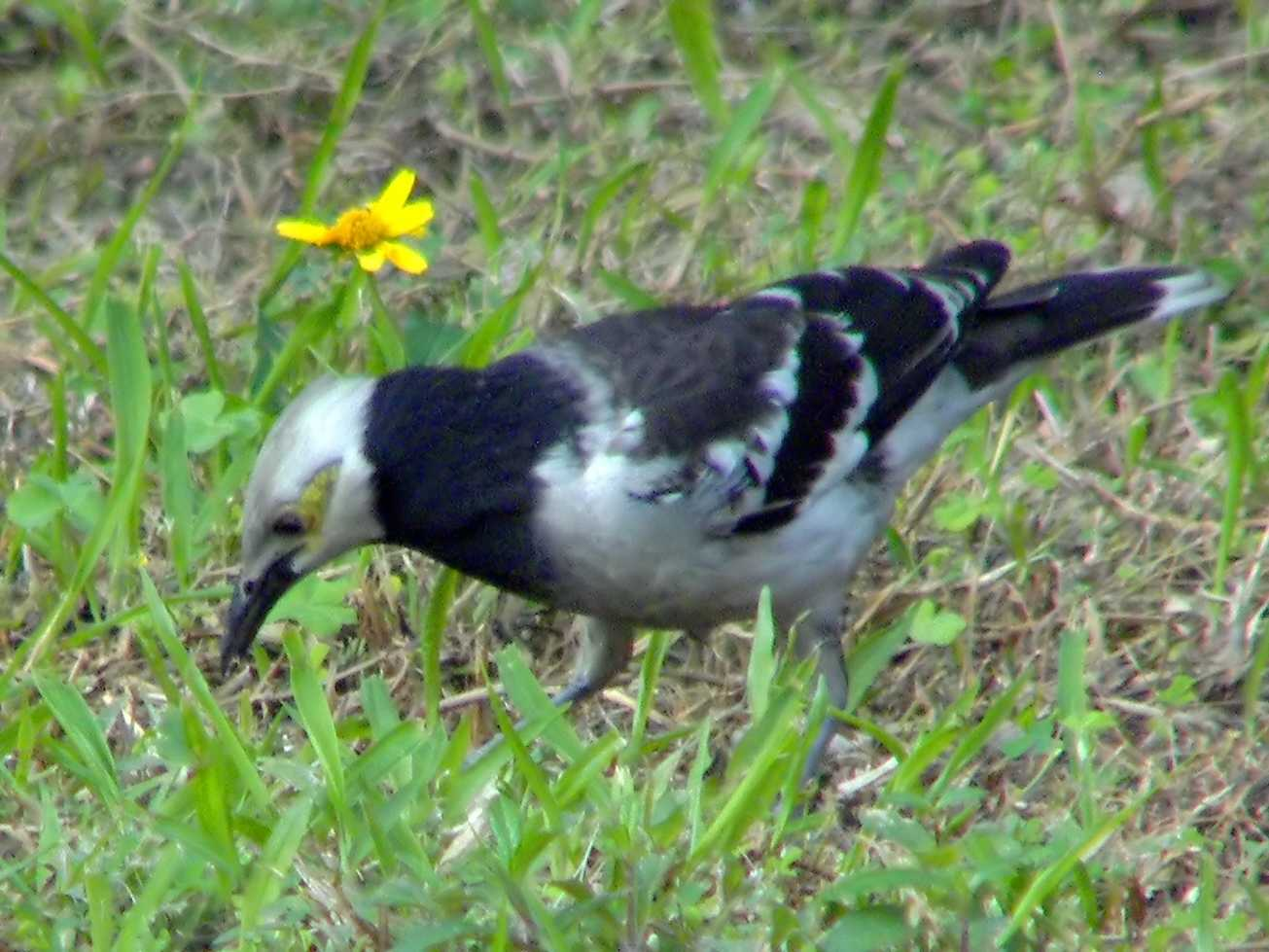